# Соня Монарда
Соня Монарда (лат. Graphiurus monardi) — вид грызунов рода африканские сони семейства соневые. Назван в честь швейцарского зоолога Альберта Монарда (1886—1952).

## Описание
Длина тела от 12,5 до 15 см. Хвост белый. Обитает в лесах и саваннах, иногда встречается на обрабатываемых землях и проникает в жилище человека.

## Ареал
Обитает в Анголе, Демократической Республике Конго и Замбии.